# إميلي فورسبرغ
إميلي فورسبرغ (بالسويدية: Emelie Forsberg)‏ هي متسلقة جبال تزلج ‏ سويدية، ولدت في 11 ديسمبر 1986 في Sollefteå ‏ في السويد.

## وصلات خارجية
- الموقع الرسمي
- إميلي فورسبرغ على موقع الاتحاد الألماني للألترا ماراثون (الإنجليزية)
- إميلي فورسبرغ على موقع الرابطة الدولية لركض المسار (الإنجليزية)